# Sphecodes formosus
Sphecodes formosus là một loài Hymenoptera trong họ Halictidae. Loài này được Cockerell mô tả khoa học năm 1911.